# A halhatatlanság halála (film, 1976)
A halhatatlanság halála Isaac Asimov regényéből és Rajnai András forgatókönyvéből és rendezésében 1976-ban készült magyar tudományos fantasztikus tévéjáték. A Magyar Televízió IV. Stúdiójában készült.

## Történet
|  | Alább a cselekmény részletei következnek! |

Az Időcsatornában a 21. században felfedezett időmező segítségével ellenőrzi egy kívülálló, „halhatatlan” testület az emberiség fejlődését. Egyes pontokon beavatkoznak az emberiség történelmébe, hogy az általuk nemkívánatosnak tartott fejleményeket elkerülhessék. Az időmező fenntartásához szükséges hatalmas mennyiségű energiát a „felső időből” nyerik, amikor a Nap már szupernóvává változott. A 70 000. és a 150 000. évszázad között azonban olyan lények élnek a Földön, akik nem engedik, hogy behatoljanak az idejükbe, védekeznek az időutazók ellen. A történet főszereplője Andrew Harlan, aki technikusként dolgozik ennél a szervezetnél. Fő érdeklődési területe az időmező feltalálása előtti Primitív Korok történelme. Ez teszi őt alkalmassá arra, hogy Coopert, egy fiatal időutazót,  kiképezzen arra, hogy a 21. századba visszautazva át tudja adni a szükséges matematikai ismereteket az időmező feltalálójának.
A 480. évszázadban felmerült problémák megoldására, ennek az időszaknak a legkiválóbb ismerőjét, Harlant bízzák meg, hogy megfigyeléseket végezzen. A legkiválóbb technikus itt találkozik Noÿs Lambenttel, akibe szerelmes lesz. A 480. század korábbi átalakítása során megsemmisítették az űrutazásra vonatkozó összes találmányt és technikát. Egy öncélú, élvezetekbe menekülő társadalmat hoztak létre, melyre újabb átalakulás várt. Andrew utánajárt annak, hogy mi vár a változások után a kedvesére. Amikor megtudja, hogy a lány el fog tűnni, az időgépet felhasználva Noÿst a 110 345. évszázad Előcsarnokába menekíti. A Rejtett Századoknak lényei azonban időgátat hoznak létre, így a technikus nem tud a szerelméhez visszatérni.
|  | Itt a vége a cselekmény részletezésének! |

## Szereplők
- Juhász Jácint – Andrew Harlan technikus
- Szalay Edit – Noÿs Lambent, Harlan kedvese
- Inke László – Laban Twissell főkalkulátor
- Ungvári László – Hobbe Finge kalkulátor
- Kovács István – Brinsley Sheridan Cooper növendék
- Némethy Ferenc – összekötő
- Győrffy György – szociológus

## További munkatársak
- Apostol András – fordító
- Nagy Sándor – díszlet
- Kosztolánszky Ferenc – szcenikus
- Szekulesz Judit – jelmez
- Tomola Katalin – maszk
- Blonszky Kati – berendező
- Polyák József – koreográfus
- Mester Imre – fővilágosító
- Falus Tamás – képrögzítés
- Bognár Tibor – hang
- Németh István – hang
- Gyökér András – műszaki vezető
- Horváth Vera – zenei szerkesztő
- Bányai Péter – operatőr
- Tarján Zsolt – operatőr
- Gombos Tamás – operatőr
- Marton Frigyes – operatőr
- Szegő Mihály – felvételvezető